# Яркость
Я́ркость источника света — световой поток, посылаемый в данном направлении, делённый на малый (элементарный) телесный угол вблизи этого направления и на проекцию площади источника на плоскость, перпендикулярную оси наблюдения. Иначе говоря — это отношение силы света, излучаемого поверхностью, к площади её проекции на плоскость, перпендикулярную оси наблюдения.
{\displaystyle B(\alpha )={\frac {dI(\alpha )}{d\sigma \cos \alpha }}}
В определении, данном выше, подразумевается, если рассматривать его как общее, что источник имеет малый размер, точнее малый угловой размер. В случае, когда речь идёт о существенно протяжённой светящейся поверхности, каждый её элемент рассматривается как отдельный источник. В общем случае, таким образом, яркость разных точек поверхности может быть разной. И тогда, если говорят о яркости источника в целом, подразумевается, вообще говоря, усреднённая величина. Источник может не иметь определённой излучающей поверхности (светящийся газ, область рассеивающей свет среды, источник сложной структуры — например, туманность в астрономии, когда нас интересует его яркость в целом), тогда под поверхностью источника можно иметь в виду условно выбранную ограничивающую его поверхность или просто убрать слово «поверхность» из определения.
В Международной системе единиц (СИ) измеряется в канделах на м². Ранее эта единица измерения называлась нит (1нт=1кд/1м²), но в настоящее время стандартами на единицы СИ применение этого наименования не предусмотрено.
Существуют также другие единицы измерения яркости — стильб (сб), апостильб (асб), ламберт (Лб):
1 асб = 1/π × 10−4 сб = 0,3199 нт = 10−4 Лб.
- Вообще говоря, яркость источника зависит от направления наблюдения, хотя во многих случаях излучающие или диффузно рассеивающие свет поверхности более или менее точно подчиняются закону Ламберта, и в этом случае яркость от направления не зависит.
- Последний случай (при отсутствии поглощения или рассеяния средой — см. ниже) позволяет в определении рассматривать и конечные телесные углы, и конечные поверхности (вместо бесконечно малых в общем определении), что делает определение более элементарным, однако надо понимать, что в общем случае (к которому при требовании большей точности относятся и большинство практических случаев) определение должно основываться на бесконечно малых или хотя бы физически малых (элементарных) телесных углах и площадках.
- В случае поглощающей или рассеивающей свет среды видимая яркость, конечно, зависит и от расстояния от источника до наблюдателя. Но само введение такой величины, как яркость источника, мотивировано не в последнюю очередь именно тем фактом, что в важном частном случае непоглощающей среды (в том числе вакуума) видимая яркость от расстояния не зависит, в том числе в том важном практическом случае, когда телесный угол определяется размером объектива (или зрачка) и уменьшается с расстоянием (падение с расстоянием от источника силы света точно компенсирует уменьшение этого телесного угла).
- Существует теорема, утверждающая, что яркость изображения никогда не превосходит яркости источника[5][6].

Яркость L — световая величина, равная отношению светового потока {\displaystyle d^{2}\Phi }, излучаемого участком поверхности {\displaystyle dA}  в телесный угол {\displaystyle d\Omega } , к геометрическому фактору
{\displaystyle d\Omega dA\cos \alpha } :
{\displaystyle L={\frac {d^{2}\Phi }{d\Omega dA\cos \alpha }}}.
Здесь {\displaystyle d\Omega } — заполненный излучением телесный угол, {\displaystyle dA} — площадь участка, испускающего или принимающего излучение, {\displaystyle \alpha } — угол между перпендикуляром к этому участку и направлением излучения. Из общего определения яркости следуют два практически наиболее интересных частных определения:
1.  Яркость элементарного участка излучающей поверхности, наблюдаемая под углом {\displaystyle \alpha } к нормали этой поверхности, равняется отношению  силы света {\displaystyle dI}, излучаемого элементарной поверхностью {\displaystyle dS} в данном направлении, к площади проекции излучающей поверхности на плоскость, перпендикулярную данному направлению:
{\displaystyle L={\frac {dI}{dS\cos \alpha }}}
2.  Яркость — отношение освещённости {\displaystyle E} в точке плоскости, перпендикулярной направлению на источник, к элементарному телесному углу, в котором заключён поток, создающий эту освещённость:
{\displaystyle L={\frac {dE}{d\Omega \cos \alpha }}}
Яркость измеряется в кд/м2. Из всех световых величин яркость наиболее непосредственно связана со зрительными ощущениями, так как освещённости изображений предметов на сетчатке глаза пропорциональны яркостям этих предметов. В системе энергетических фотометрических величин аналогичная яркости величина называется энергетической яркостью и измеряется в Вт/(ср·м2).

## В астрономии
В астрономии яркость — характеристика излучательной или отражательной способности поверхности небесных тел. Яркость слабых небесных источников выражают звёздной величиной площадки размером в 1 квадратную секунду, 1 квадратную минуту или 1 квадратный градус, то есть сравнивают освещённость от этой площадки с освещённостью, даваемой звездой с известной звёздной величиной. 
Так, яркость ночного безлунного неба в ясную погоду, равная 2⋅10−4 кд/м², характеризуется звёздной величиной 22,4 с 1 квадратной секунды или звёздной величиной 4,61 с 1 квадратного градуса. Яркость средней туманности равна 19—20 звёздной величины с 1 квадратной секунды. Яркость Венеры — около 3 звёздных величин с 1 квадратной секунды. Яркость площадки в 1 квадратную секунду, по которой распределён свет звезды нулевой звёздной величины, равна 92 500 кд/м². Поверхность, у которой яркость не зависит от угла наклона площадки к лучу зрения, называется ортотропной; испускаемый такой поверхностью поток с единицы площади подчиняется закону Ламберта и называется светлостью; её единицей является ламберт, соответствующий полному потоку в 1 лм (люмен) с 1 м².

## Втелевидении
Яркость (B) оценивается по максимальному значению яркости светлых участков реестра.

## Примеры
- Солнце в зените — 1,65⋅109 кд/м²[10]
- Солнце у горизонта — 6⋅106 кд/м²[10]
- освещённый солнцем туман — более 12 000 кд/м²[11]
- небо, затянутое светлыми облаками — 10 000 кд/м²[12]
- диск полной Луны — 2500 кд/м²
- дневное ясное небо — 1500—4000 кд/м²[10]
- небо в стратосфере на высоте 19 км — 75 кд/м²[13]
- серебристые облака — иногда до 1—3 кд/м²[14]
- полярные сияния — до 0,2 кд/м²[14]
- ночное небо в полнолуние — 0,0054 кд/м²[15]
- ночное безлунное небо — 0,01[10]—0,0001 кд/м²[12]; 0,000171 кд/м²[16]